# Gotha (Florida)
Gotha ist  ein census-designated place (CDP) im Orange County im US-Bundesstaat Florida. Das U.S. Census Bureau hat bei der Volkszählung 2020 eine Einwohnerzahl von 2.217 ermittelt. 

## Geographie
Gotha grenzt an die Städte Ocoee (Westen) und Orlando (Osten). Hier zweigt der East-West Expressway (SR 408, mautpflichtig) vom Florida’s Turnpike (SR 91, mautpflichtig) ab.

## Geschichte
Die Siedlung wurde 1885 vom deutschen Einwanderer H. A. Hempel gegründet, der sie nach seiner früheren Heimat, dem thüringischen Gotha benannte. Heute ist die Hauptstraße des Ortes (Hempel Avenue) nach ihm benannt.
1888 wurde die Florida Midland Railway eröffnet, die vom Lake Jesup über Clarcona und Gotha nach Kissimmee führte. 1896 wurde das Unternehmen in das Plant System eingegliedert. Weitere Eigentümer waren nachfolgend die ACL (1902–1967), die SCL (1967–1986) und CSX (seit 1986).

## Demographische Daten
Laut der Volkszählung 2010 verteilten sich die damaligen 1915 Einwohner auf 519 Haushalte. Die Bevölkerungsdichte lag bei 416,3 Einw./km². 78,3 % der Bevölkerung bezeichneten sich als Weiße, 6,8 % als Afroamerikaner, 0,5 % als Indianer und 9,1 % als Asian Americans. 3,2 % gaben die Angehörigkeit zu einer anderen Ethnie und 2,1 % zu mehreren Ethnien an. 12,2 % der Bevölkerung bestand aus Hispanics oder Latinos.
Im Jahr 2010 lebten in 55,3 % aller Haushalte Kinder unter 18 Jahren sowie 15,5 % aller Haushalte Personen mit mindestens 65 Jahren. 85,3 % der Haushalte waren Familienhaushalte (bestehend aus verheirateten Paaren mit oder ohne Nachkommen bzw. einem Elternteil mit Nachkomme). Die durchschnittliche Größe eines Haushalts lag bei 3,22 Personen und die durchschnittliche Familiengröße bei 3,48 Personen.
34,8 % der Bevölkerung waren jünger als 20 Jahre, 18,2 % waren 20 bis 39 Jahre alt, 35,6 % waren 40 bis 59 Jahre alt und 11,2 % waren mindestens 60 Jahre alt. Das mittlere Alter betrug 39 Jahre. 49,3 % der Bevölkerung waren männlich und 50,7 % weiblich.
Das durchschnittliche Jahreseinkommen lag bei 103.750 $, dabei lebten 3,3 % der Bevölkerung unter der Armutsgrenze.
Im Jahr 2000 war Englisch die Muttersprache von 100 % der Bevölkerung.

## Sehenswürdigkeiten
Am 7. November 2000 wurden die Palm Cottage Gardens in das National Register of Historic Places eingetragen.